# Nitidula ziczac
Nitidula ziczac – gatunek chrząszcza z rodziny łyszczynkowatych i podrodziny Nitidulinae.
Gatunek ten opisany został po raz pierwszy w 1825 roku przez Thomasa Saya.
Chrząszcz o ciele długości od 2,8 do 5 mm. Głowę ma brązowoczarną, a czułki żółtobrązowe z ciemniejszymi buławkami. Przedplecze jest brązowoczarne z wszystkimi krawędziami ciemnorudo rozjaśnionymi; przedni brzeg ma płytko wklęśnięty, a przednie kąty rozwarte i stępione. Na dysku przedplecza występują punkty niezmodyfikowane, drobne, mniejsze niż fasetki oczu, oddalone na dystanse równe od jednej do półtorakrotności swoich średnic, oraz punkty większe, bardziej rozproszone; przestrzenie międzypunktowe są gładkie i połyskujące; ku bokom punkty stają grubsze i gęściej rozmieszczone, ale nie przechodzą w rzeźbę o strukturze plastra miodu. Pokrywy są brązowoczarne z ciemnorudo rozjaśnionymi krawędziami, na barkach z parą wydłużonych, czasem zredukowanych, żółtych plamek, a pośrodku długości z pofalowaną żółtą przepaską poprzeczną. Kolor odnóży jest żółtobrązowy.
Owad nearktyczny, rozmieszczony od Kanady przez Stany Zjednoczone po północny Meksyk.